# ...And Out Come the Wolves
...And Out Come the Wolves is het derde studioalbum van de Amerikaanse punkband Rancid. Het werd uitgegeven op 22 augustus 1995.
Rancid kreeg na hun vorige album, Let's Go, aanbiedingen van grotere platenlabels, waaronder ook Madonna's Maverick Records, maar de band bleef toch bij het onafhankelijke label Epitaph Records van Bad Religion-gitarist Brett Gurewitz. Het album was een redelijk succes in de Verenigde Staten en werd platina op 23 september 2004. In Nederland was de hoogste positie van het album 89, het stond 4 weken in de hitlijsten.

## Nummers
1. "Maxwell Murder" - 1:25
2. "11th Hour" - 2:28
3. "Roots Radicals" - 2:47
4. "Time Bomb" - 2:24
5. "Olympia WA" - 3:30
6. "Lock Step And Gone" - 2:25
7. "Junkyman" - 3:04
8. "Listed M.I.A." - 2:22
9. "Ruby Soho" - 2:37
10. "Daly City Train" - 3:21
11. "Journey To The End Of The East Bay" - 3:11
12. "She's Automatic" - 1:35
13. "Old Friend" - 2:53
14. "Disorder & Disarray" - 2:49
15. "The Wars End" - 1:53
16. "You Dont Care Nothin'" - 2:28
17. "As Wicked" - 2:40
18. "Avenues & Alleyways" - 3:11
19. "The Way I Feel" - 2:34

## Muzikanten
Band
- Tim Armstrong - zang, gitaar
- Lars Frederiksen - gitaar, zang
- Matt Freeman - basgitaar, achtergrondzang
- Brett Reed - drums

Aanvullende muzikanten
- Bashiri Johnson - percussie
- DJ Disk - scratchen
- Paul Jackson - orgel, hammondorgel
- Vic Ruggiero - orgel op "Time Bomb"